# Polumeane, Volodîmîr-Volînskîi
Polumeane (în ucraineană Полум`яне) este un sat în comuna Stenjarîci din raionul Volodîmîr-Volînskîi, regiunea Volînia, Ucraina.

## Demografie
Componența lingvistică a localității Polumeane
     Ucraineană (100%)
Conform recensământului din 2001, toată populația localității Polumeane era vorbitoare de ucraineană (100%).